# Mario Brandimarte
Mario Brandimarte (Pescara, 9 marzo 1915 – ...) è stato un calciatore italiano, di ruolo centrocampista.
Fratello maggiore di Aldo Brandimarte, era pertanto riconosciuto anche come Brandimarte I.

## Carriera
Era un mediano la cui carriera si svolse pressoché interamente nelle file del Pescara; dopo gli esordi in Serie C nel 1935 e dopo un periodo a Cuneo, dove svolgeva il servizio militare, debuttò in Serie B nel 1941-1942.
Nel dopoguerra disputò 20 gare nel campionato di Divisione Nazionale 1945-1946, ed in seguito altri due campionati di Serie B. Nei quattro campionati cadetti conta in totale 79 presenze.

## Palmarès

### Club

#### Competizioni nazionali
- Serie C: 1

Pescara: 1940-1941